# I dag begynder livet
I dag begynder livet er en dansk film fra 1939 instrueret af Alice O'Fredericks og Lau Lauritzen Jr. efter manuskript af Paul Sarauw.

## Handling
En aften lærer to unge mennesker, maleren Peter Sommer og den søde, unge kordame Vera Holm hinanden at kende på en meget dramatisk måde. Han træffer hende udenfor den ejendom, hvor han har sit atelier, og da hun foregiver at have et ærinde i det, lukker han hende beredvilligt ind. Da Vera pludselig trækker en revolver og skyder på en fremmed, og Peter i kampens hede får et strejfsår, bliver der stor opstandelse i ejendommen, og en forklaring kræves.

## Medvirkende
- Sigfred Johansen
- Berthe Qvistgaard
- Eigil Reimers
- Bodil Steen
- Maria Garland
- Ib Schønberg
- Tove Arni
- Lise Thomsen
- Sigrid Horne-Rasmussen
- Tove Wallenstrøm
- Per Gundmann
- Hans Egede Budtz
- Karen Jønsson